# Plasa Căzănești, județul Ialomița

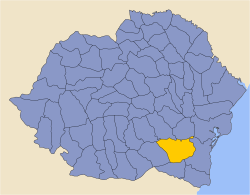
Plasarea geografică a județului Ialomița în cadrul României Mari

Plasa Căzănești, a fost o subdiviziune administrativă de ordin doi a județului interbelic Ialomița.

## Istoric, descriere
Cu o suprafață de 7.095 km², județul (care fusese în linii mari similar cu județul antebelic omonim, Ialomița, al Regatului României, înainte de 1919) era unul dintre cele mai întinse județe ale țării și unul de câmpie și stepă, de foarte joasă altitudine.
Astăzi, pe teritoriul de atunci al județului interbelic Ialomița se află două județe, Ialomița și Călărași.
Plasa Căzănești a existat doar între anii 1931 și 1950, fiind rezultatul unei re-organizări teritoriale interne a județului interbelic Ialomița spre sfârșitul consolidării organizatorice inițiată în anii de constituire a României interbelice, având suprafațe mai mari sau mai mici, după cum fusese reorganizată. Reședința sa fusese localitatea omonimă, Căzănești, astăzi aflată tot în județul Ialomița.

## Organizare
Teritoriul județului fusese împărțit în cinci plăși până în anii 1930, după cum urmează, 
- 1. Plasa Călărași, reședința la Călărași (astăzi în județul Călărași),
- 2. Plasa Lehliu, reședința la Lehliu (astăzi în județul Călărași),
- 3. Plasa Slobozia, reședința la Slobozia,
- 4. Plasa Țăndărei, reședința la Țăndărei și
- 5. Plasa Urziceni, reședința la Urziceni.

În 1938 județul avea opt plăși, la cele cinci anterioare (micșorate și re-organizate), adăugându-se următoarel trei, 
- 6. Plasa Căzănești, reședința la Căzănești,
- 7. Plasa Dragoș Vodă, reședința la Dragoș Vodă (astăzi în județul Călărași) și
- 8. Plasa Fetești, reședința la Fetești,

## Populație, demografie
Conform datelor recensământului din 1930, populația județului era de 293.352 de locuitori, dintre care 96,6% români, 2,5% țigani, 0,2% evrei ș.a.  Din punct de vedere confesional a fost înregistrată următoarea alcătuire, 99,3% ortodocși, 0,2% mozaici, 0,1% romano-catolici ș.a.

### Mediul urban
În 1930 populația urbană a județului era de 34.260 de locuitori, dintre care 90,2% români, 6,0% țigani, 1,3% evrei ș.a. Sub aspect confesional orășenimea era alcătuită din 97,4% ortodocși, 1,4% mozaici, 0,5% romano-catolici ș.a.